# 云南信息报
《云南信息报》成立于1985年，前身是《云南经济信息报》，现隶属于南方报业传媒集团与云南出版集团有限责任公司控股。

## 历史
《云南信息报》的前身是《云南经济信息报》，报头由胡耀邦亲笔提写，1985年3月30日创刊，原是云南省计委下属的一份行业机关报。1999年1月，《成都商报》和云南省计委签订了合办《云南经济信息报》协议，《成都商报》注入600万元资金，《成都商报》副总编辑郭平出任执行总编辑。3月29日，改造后的《云南信息报》正式面世，《云南经济信息报》更名为《云南信息报》，由周报改为日报，由对开4版扩为12版。 
此外，《成都商报》派出采编、发行、广告人员10多人进驻《云南信息报》，将《成都商报》的新闻策划、版面模式、发行经验全面移植。1999年5月7日，中国驻南联盟大使馆被炸事件爆发后，昆明其他几家报纸仅仅做了例行报道，而《云南信息报》则及时以几个整版的篇幅进行了图文并茂的深度报道。之后《云南信息报》脱离邮局发行系统，自办发行，发行量一路飙升。该报当年的广告收入在近8个月的时间内猛增到1000多万元，仅次于云南日报报业集团的广告收入。
《云南信息报》的成功促使云南原有的几份机关报纷纷采取合作办报的方式，从云南省外引进资金人才。2002年初，由云南省残联主办的《残疾人导报》转型而来的《生活新报》，引入《华西都市报》原副总编辑向先跃任执行总编辑，并融资1000万元实施改造。1999年5月28日，《昆明日报》主办的《都市时报》宣布正式创刊。加上省委宣传部外宣办主管的《东陆时报》及《云南日报》旗下的《春城晚报》、《滇池晨报》，共有6家综合性都市类报纸聚集昆明争夺新闻、读者资源。最终引发云南省内报纸价格大战，迫使中国共产党云南省委员会宣传部下文禁止压价倾销。2003年，《成都商报》与《云南信息报》的合作终止。2005年，《云南信息报》成建制整体划入云南出版集团公司。2007年9月，南方报业传媒集团与云南出版集团有限责任公司合作，成立云南云信传媒有限责任公司，其中南方报业占51%股份，云南出版集团占49%股份，重组《云南信息报》。